# تماثيل كوديا

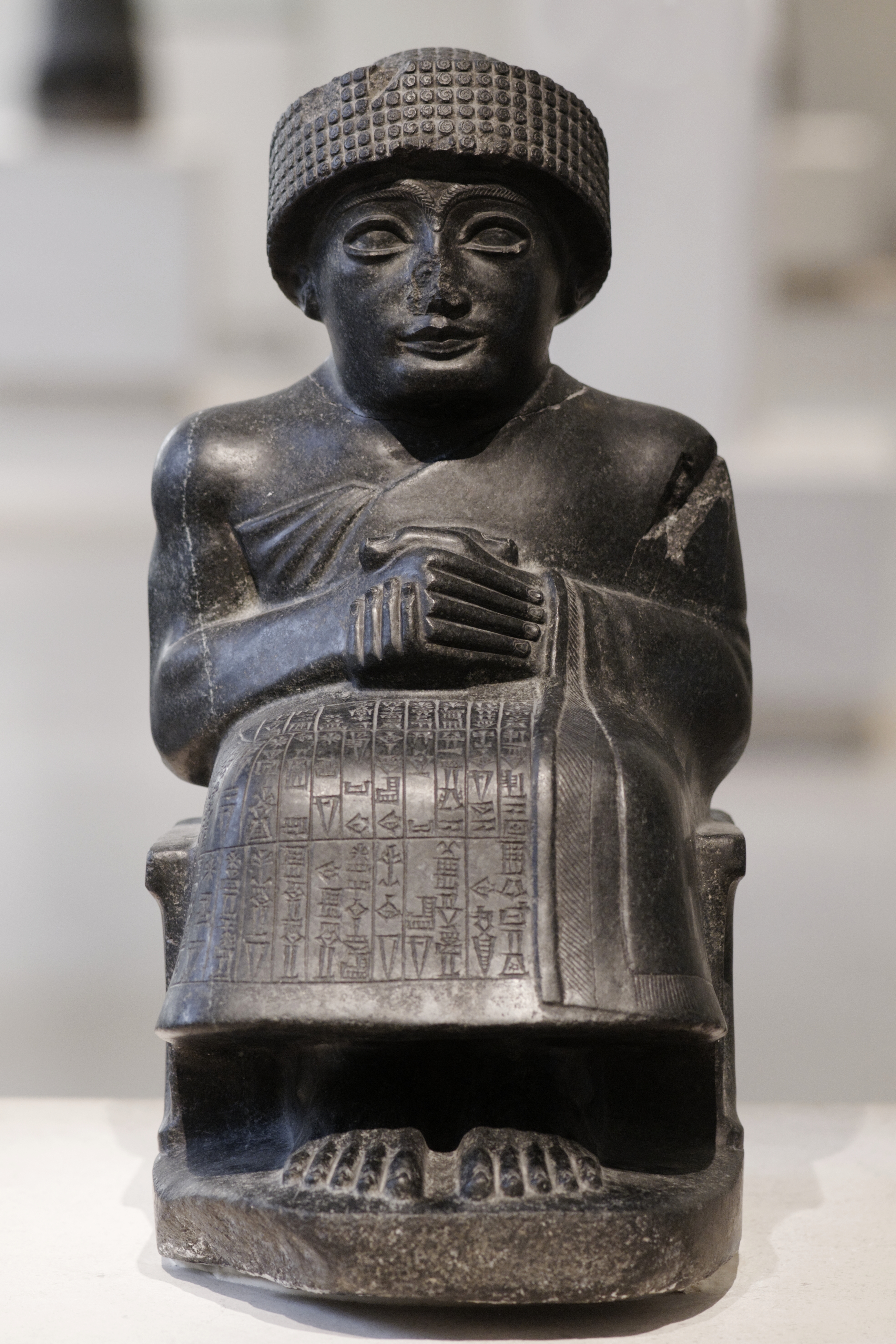
تمثال الديوريت الأول، متحف اللوفر

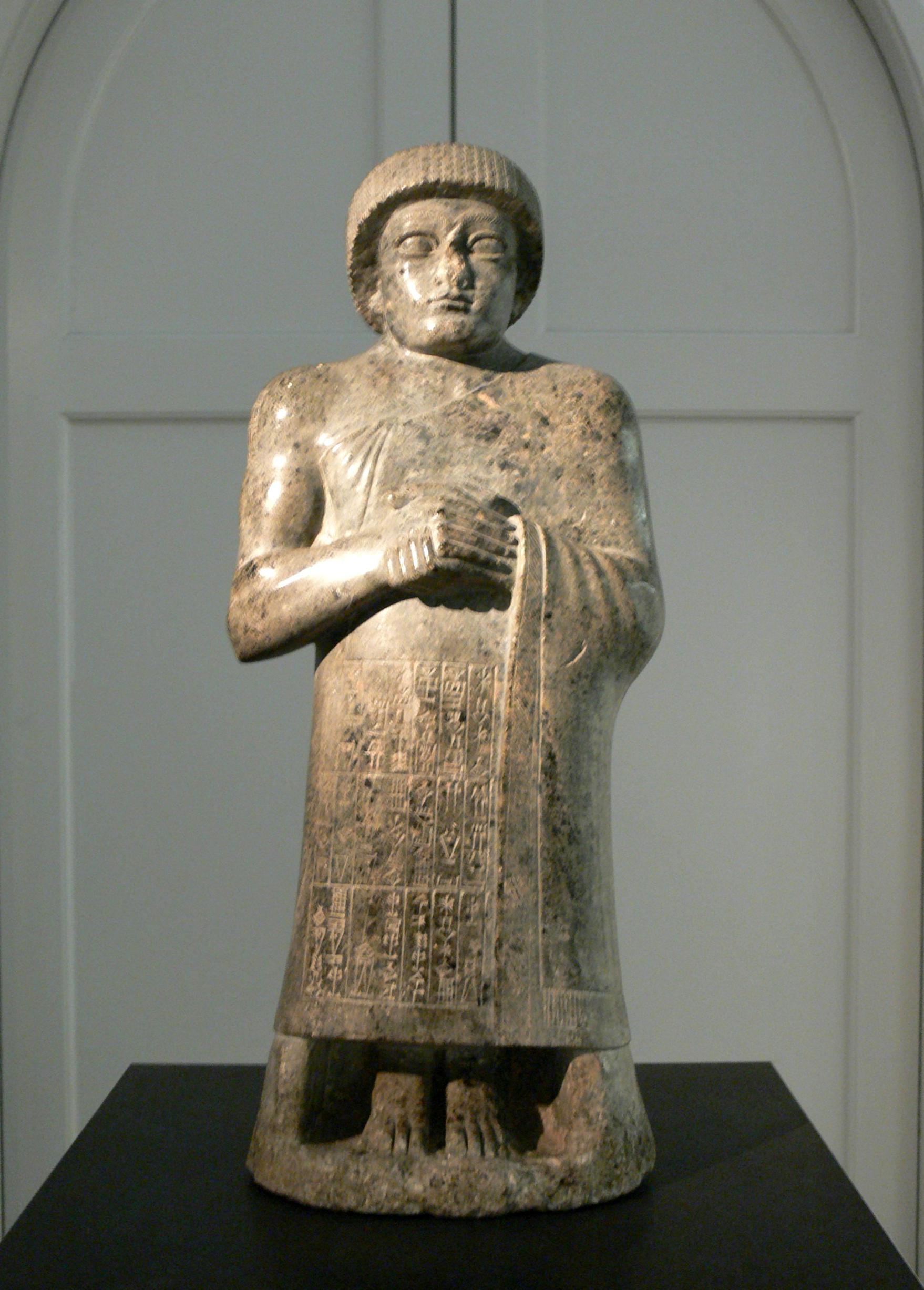
تمثال O في كوبنهاجن

تمثال P في متحف المتروبوليتان للفنون

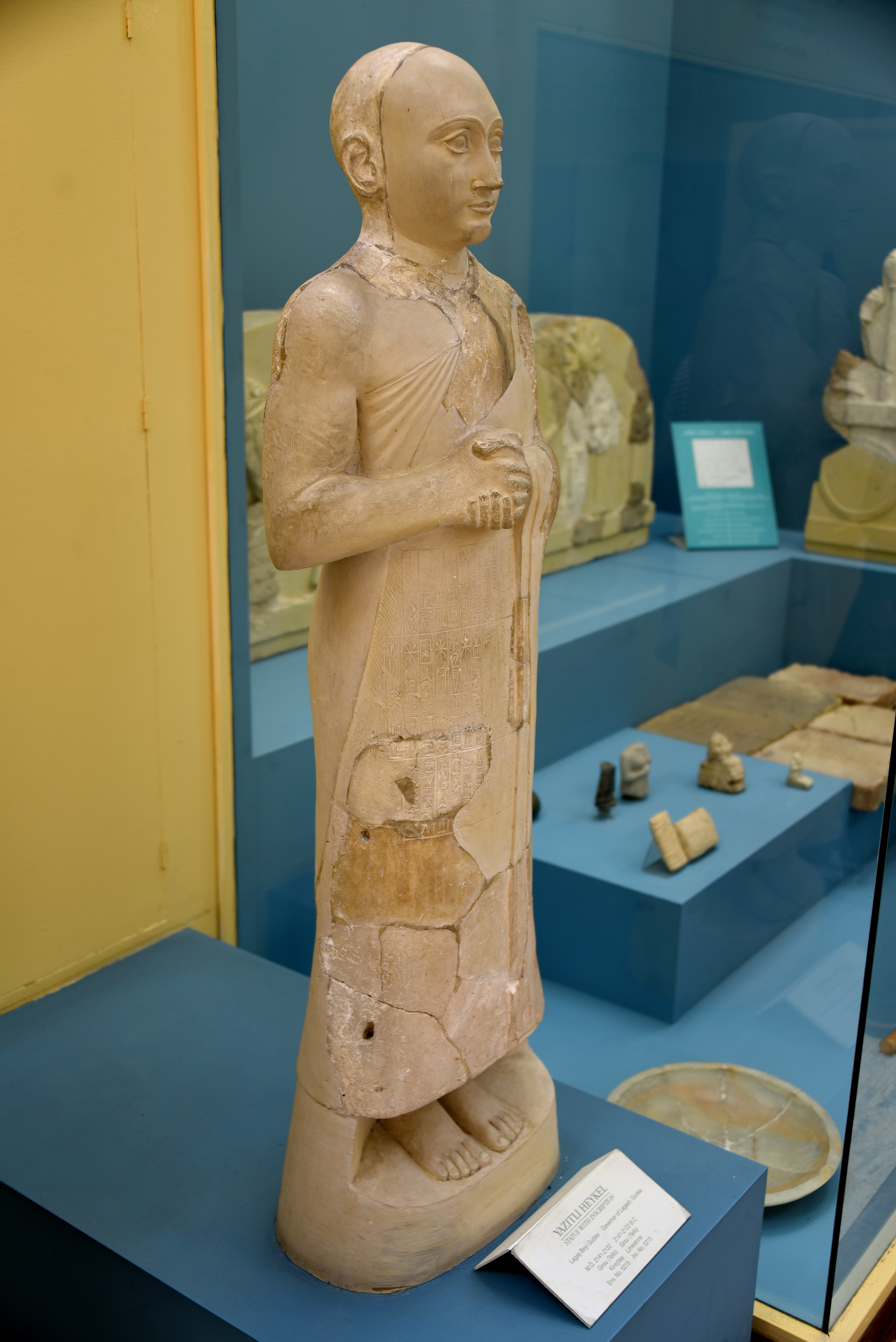
تمثال من الحجر الجيري لكودييا. من جيرسو، العراق. 2144–2124 ق.م. تم إعادة بنائها على نطاق واسع. متحف الشرق القديم، اسطنبول

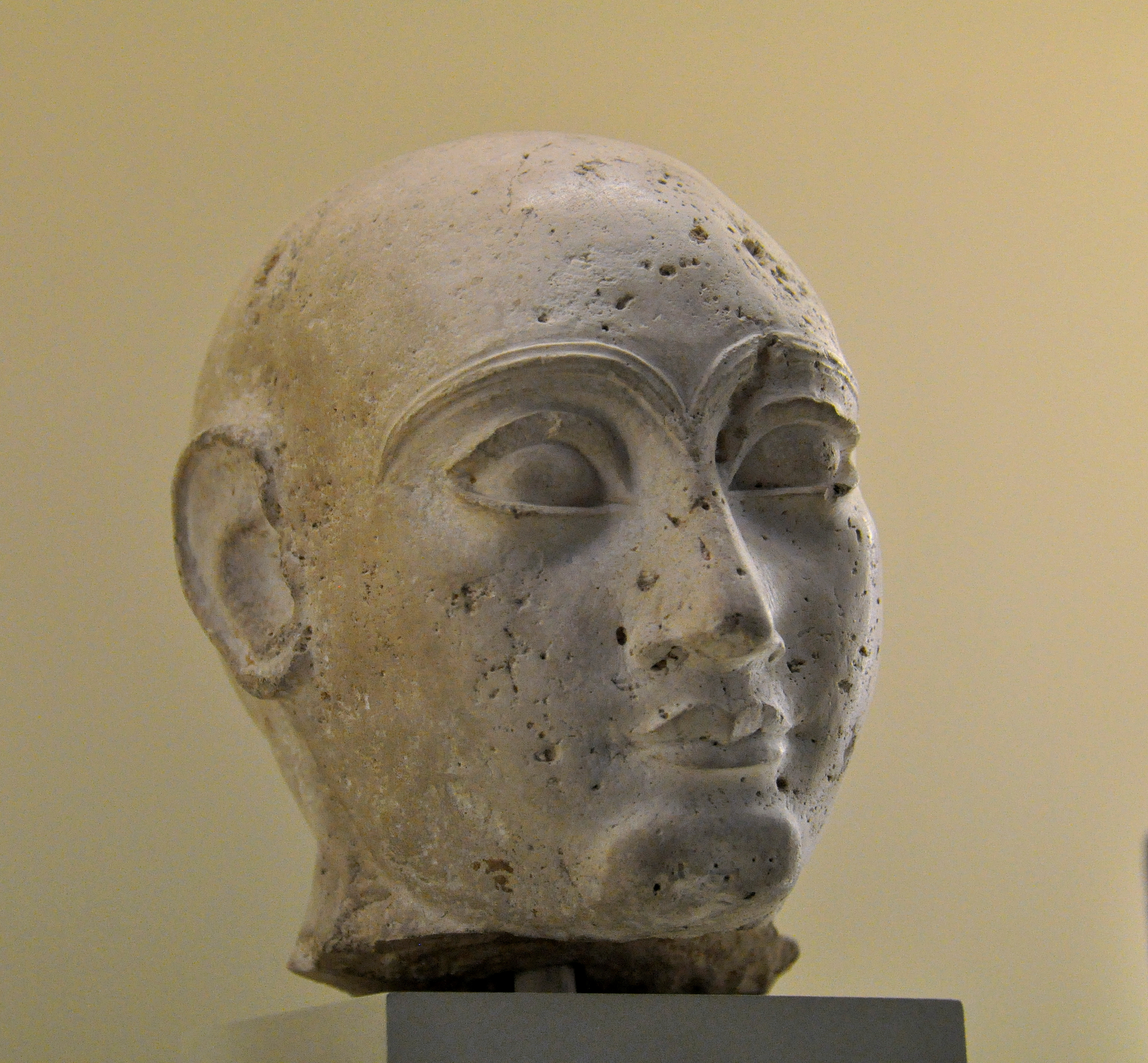
رأس من الحجر الجيري من جوديا، 2144-2124 قبل الميلاد. من جنوب بلاد ما بين النهرين، العراق. متحف بيرغاموم

عثر ما يقرب سبعة وعشرين تمثالاً لكوديا في جنوب بلاد ما بين النهرين . كان كوديا حاكمًا (إنسي) لولاية لكش بين عامي 2144-2124 قبل الميلاد، وتُظهِر التماثيل مستوى متطورًا للغاية من الحرفية أنذاك. أطلق علماء الآثار على التماثيل المعروفة أسماء تبدأ بالحروف "A" وتنتهي بـ"Z" ثم "AA". معظم التماثيل بدون رؤوس، وتوجد أيضًا رؤوس منفصلة. تم ذكر اسم كوديا في النقوش الإهدائية المنحوتة على معظم التماثيل، ولكن في بعض الحالات تكون هوية الحاكم المصور غير مؤكدة.

## المنشأ
عثر على التماثيل A-K خلال التنقيب الذي قام به إرنست دي سارزيك في فناء قصر أداد-نادين-أهي الذي يعود إلى العصر الهلنستي (انظر طوب أدادناديناخي ) في تيلوه (جيرسو القديمة). عثر على التماثيل M-Qمن حفريات سرية في تيلوه عام 1924؛ أما التماثيل ألأخرى جاءت من تجارة الفن، من مصادر غير معروفة وأحيانًا تكون أصالتها مشكوك فيها. لا تمثل الأشكال L وR مدينة جوديا بدرجة معقولة من اليقين.

## الوصف والغرض
كانت التماثيل تمثل الحاكم في المعابد، لتقديم صلاة مستمرة بدلاً عنه؛ وتقدم لها القرابين. تحمل معظم التماثيل إهداءً منقوشًا يشرح الإله الذي كُرِّست له. كانت تماثيل كوديا إما جالسًا أو واقفًا؛ في حالة واحدة(ن)، يحمل كوديا إبريق ماء أو مزهرية jaillissant . عادة يرتدي رداءًا ضيقًا، ربما صنع من جلد الغنم، وفستانًا طويلًا به شرابات. تمثال واحد فقط(م، تمثال سوكليت)يرتدي ثوبًا مختلفًا، مشابهً الزي الملكي الأكادي (جذع مانيشتوشو). وفي حضن أحدهما (التمثال ب) يوجد مخطط قصره، مع مقياس القياس المرفق به. التمثال (ف) يشبه التمثال(ب)؛ كلاهما يفتقدان الرأس، ويوجد على حجرهما لوحة بها مقياس وقلم قياس، فقط التمثال ف لا يوجد لديه مخطط أرضي.

## الحجم والمادة
صنعت التمثيل ألأولية بحجم صغير ومن أحجار محلية أكثر (الحجر الجيري،والحجر الصابوني،والحجر الأحمر)؛عندما تم إنشاء روابط تجارية واسعة النطاق، استخدام الديوريت الغريب الأكثر تكلفة. على عكس الحجر المحلي، يعتبر الديوريت صلبًا للغاية، وبالتالي من الصعب نحته. كان الديوريت قد أستخدم بالفعل من قبل الحكام السومريين القدماء (تمثال إنتيمينا ). وفقًا للنقوش، فإن الديوريت ( Sumerian </link> ، ' الديوريت أو الجابرو ' جاء من ماجان . هناك بقايا تمثال كبير جدًا من الديوريت في المتحف البريطاني تمثل كوديا، لكن لا يمكن تحديد ذلك على وجه اليقين. ما تبقى من التمثال يبلغ ارتفاعه 1.5 متر (ويزن أكثر من 1250 رطلاً).كجم)، مما يعني أنه إذا تم إعادة بنائه بالكامل فإن التمثال سيكون ارتفاعه أكثر من 3 أمتار وسيكون أكبر تمثال تم اكتشافه للحاكم حتى الآن. 

## نقش إهدائي
إن تكريس تماثيل الديوريت يخبرنا كيف أحضر إنسي كوديا الديوريت من جبال ماجان، وشكلها كتمثال لنفسه، أطلق عليها الاسم لتكريم الإلهة (x) وأمر بإحضار التمثال إلى معبد (y). معظم التماثيل الكبيرة (تقريبًا بحجم الإنسان،(د) أكبر من الطبيعي) مخصصة للآلهة الكبار في لكش:نينجيرسو،وزوجته باو،والإلهة جاتومدو وإنانا،ونينهورسانجا باعتبارها "أم الآلهة". إن الحرف Q مخصص لنينجيسزيدا،إله الحماية الشخصية لكوديا والمرتبط بشكل أكثر دقة براند أبو صلابيخ، والحروف M وN وO الأصغر مخصصة لزوجته جستينانا. من المحتمل أن يكون الارتباط بين نينجيسزيدا وجستينانا قد اخترعه علماء الآثار من أجل إحداث اتصال أوثق مع لكش.

## قراءة إضافية
- ديتز أوتو إدزارد، "جوديا وسلالته" النقوش الملكية في بلاد ما بين النهرين في العصور المبكرة - RIME 3/1 (دار نشر جامعة تورنتو 1997).
- ف. يوهانسن، "تماثيل جوديا، القديمة والحديثة". بلاد ما بين النهرين 6، 1978.
- أ. باروت، تيلو، vingt Campaigns des fouilles (1877-1933) . (باريس 1948).
- H. ستيبل، “Ver such einer Chronologie der Statuen des Gudea von Lagas”. Mitteilungen der Deutschen Orient-Gesellschaft 126 (1994)، 81-104.

## روابط خارجية
- صور تماثيل جوديا في متحف اللوفر Insecula.com
- تمثال م معهد ديترويت للفنون
- الوجه الحقيقي لجوديا. يُظهر لنا تمثال واقعي لجوديا كيف كان يبدو في الحياة الحقيقية.